# Lotus eremiticus
Lotus eremiticus là một loài thực vật có hoa trong họ Đậu. Loài này được A.Santos miêu tả khoa học đầu tiên.